# Ulick de Burgh, I marqués de Clanricarde
Ulick John de Burgh (Belmont, Hampshire, 20 de diciembre de 1802 – Londres, 10 de abril de 1874), XIV conde y después I marqués de Clanricarde, conocido generalmente como lord Clanricarde, fue un político británico del partido liberal perteneciente a una prominente familia de la nobleza irlandesa.

## Orígenes y educación
Nacido en Belmont, Hampshire, era el hijo mayor del general John de Burgh, XIII conde de Clanricarde, y de Elizabeth, hija de sir Thomas Burke, I baronet. Su tío Henry, XII conde y el hermano mayor de su padre, había sido elevado a marqués de Clanricarde en 1785, pero la dignidad se extinguió cuando murió sin descendientes en 1797, ya que las leyes inglesas no permiten la sucesión transversal. Su padre si pudo heredar el condado, que a su muerte en julio de 1808 recayó en Ulick, de apenas cinco años de edad y que hasta entonces había ostentado el título de lord Dunkellin. Clanricarde se educó en Eton.

## Carrera política y diplomática
En 1825, a los veinticuatro años, el rey Jorge IV le concedió el título de marqués de Clanricarde en la nobleza de Irlanda, recuperando la merced que había quedado extinta a la muerte de su tío Henry. Al año siguiente, fue creado además barón Somerhill, un título que por pertenecer a la nobleza del Reino Unido le daba derecho a sentarse en la cámara de los Lores. En enero de 1826, el primer ministro lord Liverpool le nombró subsecretario de Estado de Asuntos Exteriores, cargo que mantuvo hasta agosto del mismo año. En 1830, entró en el gobierno liberal de lord Grey como capitán de los Yeomen de la Guardia, un cargo militar honorífico que llevaba adjunto el puesto de viceportavoz whig en la cámara de los Lores, y que desempeñó hasta 1834. Desde diciembre de 1830, formaba parte del Consejo Privado.
Entre 1838 y 1840, lord Clanricarde ejerció de embajador en Rusia. En 1846, el primer ministro Russell le nombró director general de Correos con asiento en el consejo de Ministros, y ejerció hasta la caída del gobierno en 1852. Ocupó su último cargo ministerial en el gobierno de Palmerston, como lord del Sello Privado durante varias semanas de febrero de 1858. Aparte de su carrera política, lord Clanricarde fue lugarteniente del condado de Galway entre 1831 y 1874. En 1831 había sido nombrado caballero de la orden de San Patricio.

## Familia
El 4 de abril de 1825, lord Clanricarde se casó en Brompton con Harriet Canning (1804–1876), hija del primer ministro George Canning. La pareja tuvo siete hijos:
- lady Elizabeth Joanna de Burgh (1826–1854), casada Henry Lascelles, IV conde de Harewood.
- Ulick Canning de Burgh, lord Dunkellin (1827–1867).
- lady Emily Charlotte de Burgh (1828–1912), casada con Richard Boyle, IX conde de Cork.
- lady Catherine de Burgh (1830–1895).
- lady Margaret Anne de Burgh (1831–1888), casada con Wentworth Beaumont, I barón Allendale.
- Hubert George de Burgh-Canning, lord Dunkellin y después II marqués de Clanricarde (1832–1916).
- lady Harriet Augusta de Burgh (1834–1901).

Clanricarde murió en su casa de la calle Stratton en Piccadilly, Londres, el abril de 1874, a los 71 años de edad, y le sucedió en sus títulos su segundo hijo, Hubert. Su mujer, lady Clanricarde, falleció en enero de 1876 también a los 71.